# Macrosphenus
Macrosphenus (langsnavelzangers) is een geslacht van zangvogels uit de familie Macrosphenidae.

## Soorten
Het geslacht kent de volgende soort:
- Macrosphenus concolor – Grijze langsnavelzanger
- Macrosphenus flavicans – Gele langsnavelzanger
- Macrosphenus kempi – Kemps langsnavelzanger
- Macrosphenus kretschmeri – Kretschmers langsnavelzanger
- Macrosphenus pulitzeri – Angolalangsnavelzanger